# کاتسوهیکو سوگیتا
کاتسوهیکو سوگیتا (انگلیسی: Katsuhiko Sugita؛ زادهٔ ۸ مهٔ ۱۹۴۶) بازیکن بسکتبال اهل ژاپن بود.